# Arizona Junior
Arizona Junior (Raising Arizona) è un film del 1987 scritto e diretto dai fratelli Coen, interpretato da Nicolas Cage e Holly Hunter.
È stato presentato fuori concorso al 40º Festival di Cannes.
Nel 2000 l'AFI lo ha inserito al trentunesimo posto nella classifica delle migliori cento commedie americane di tutti i tempi e nel 2004 il New York Times lo ha incluso nella sua lista dei 1000 migliori film di sempre.

## Trama
Il criminale Herbert I. "Hi" McDunnough si innamora della poliziotta Edwina "Ed". Si vedono per la prima volta quando lei scatta delle foto segnaletiche al recidivo. Con visite continuate, Hi apprende che il fidanzato di Ed l'ha lasciata. Hi si propone a lei dopo il suo ultimo rilascio dal carcere, e i due si sposano. Vanno a vivere in una casa mobile nel deserto, e Hi ottiene un lavoro in un'officina meccanica. Ed scopre di essere sterile e i precedenti penali di Hi non permettono alla coppia di adottare. Vengono a conoscenza della nascita di cinque gemelli da Florence Arizona, moglie di Nathan Arizona, un famoso venditore di mobili; Hi e Ed decidono di rapire uno dei cinque bambini, Nathan Junior.
Hi e Ed tornano a casa e presto ricevono la visita di due amici di Hi, Gale e Evelle Snoats, appena evasi di prigione. Sotto l'influenza dei fratelli, Hi è tentato di ritornare alla criminalità. I loro problemi peggiorano quando il supervisore di Hi, Glen, propone uno scambio di coppia, che porta Hi ad aggredirlo. Quella notte, Hi decide di rubare una confezione di pannolini per Junior e fugge per tutto il quartiere dal cassiere armato del negozio, dalla polizia e da un branco di cani. Ed, combattuta tra voltare le spalle al marito ricascato nel crimine, o restargli accanto venendo coinvolta, alla fine cede e lo preleva, portandolo a casa dopo un giro tirato.
Il giorno seguente presso la residenza McDunnough, Glen informa Hi del suo licenziamento e gli rivela di aver scoperto l'identità del bambino. Gale e Evelle ascoltano questa conversazione e si scagliano contro Hi, lo legano e si prendono il bambino. Gale e Evelle scappano con il progetto di rapinare una banca con Junior a rimorchio. Quando torna a casa, Ed libera Hi e i due si armano e si avviano per recuperare il "loro" bambino insieme. In viaggio, Ed dice a Hi di voler solo recuperare Junior e che di stare con lui non gliene importa più nulla. Nathan Arizona Sr. viene avvicinato dal cacciatore di taglie Leonard Smalls (personaggio simbolo dell'insicurezza per il benessere del piccolo Nathan, già apparso in sogno ad Hi), che si offre di trovare il bambino. Nathan Sr. rifiuta i servizi di Smalls, ma quest'ultimo decide di recuperare il bambino comunque per poi venderlo sul mercato nero. Si mette così sulle tracce di Gale e Evelle e apprende del loro piano di rapina in banca.
Gale e Evelle rapinano la banca, ma dimenticano di mettere in auto Junior nella loro fuga, e scoprono che una bomba di vernice colorata, antifurto della banca, esplode nel sacco del bottino, mettendo fuori uso la macchina e invalidandoli. Smalls arriva presso la banca appena prima di Ed e Hi. Ed afferra il bambino e fugge; Hi cerca di difendersi da Smalls fino a che non si ritrova alla sua mercé. Dopo avere gettato a terra Hi, quest'ultimo alza la mano per mostrargli l'anello della spoletta tirato da una bomba a mano presente sul giubbotto di Smalls. Smalls si dimena ma è fatto a pezzi dalla granata.
Hi e Ed di nascosto riportano Junior nella sua vera casa e si ritrovano di fronte a Nathan Sr. Dopo che Nathan Sr. apprende il motivo per cui hanno preso suo figlio, capisce la situazione della coppia e consiglia loro di continuare a provare ad avere figli. Quando Hi e Ed dicono di essere in rottura, lui gli consiglia di dormirci su. Hi e Ed vanno a dormire nello stesso letto, e Hi ha un sogno nel quale vede Gale ed Evelle tornare in prigione, Glen ottenere quello che si merita da un poliziotto polacco-americano dopo aver raccontato una barzelletta di troppo sui polacchi e Nathan Jr. ricevere un pallone di football americano per Natale da "un gentile coppia che desidera rimanere anonima", per poi diventare una star del football. Il sogno finisce raffigurando una coppia di anziani che si godono una visita da una grande famiglia di figli e nipoti, che si capiscono essere Hi ed Ed.

## Data di uscita
- 6 marzo 1987 negli Stati Uniti d'America (Raising Arizona)
- 26 marzo 1987 in Argentina (Educando a Arizona)
- 27 maggio 1987 in Francia (Arizona Junior)
- 28 maggio 1987 in Germania Ovest (Arizona Junior)
- 5 giugno 1987 in Finlandia (Arizona Baby)
- 2 ottobre 1987 in Danimarca (Arizona Junior)
- 9 ottobre 1987 in Svezia (Arizona Junior)
- 9 gennaio 1988 in Italia (Arizona Junior)
- 12 novembre 1987 in Portogallo (Arizona Junior)
- 19 agosto 1990 in Ungheria (Arizonai ördögfióka)